# Saldo
El saldo en contabilidad es la diferencia entre el deber y el haber, y puede dar como resultado 3 opciones:
- 1) El deber es mayor al haber: la diferencia entre ambos se denomina saldo deudor.
- 2) El haber es mayor al deber: la diferencia entre ambos se denomina saldo acreedor.
- 3) Ambos son iguales: se lo denomina saldo nulo, también puede decirse que las cuentas han quedado "saldadas".

Las cuentas de Activo y Pérdida deben tener saldo deudor o nulo .Las cuentas de Pasivo y Ganancia deben tener saldo acreedor o nulo.
Partes de la cuenta.
1. Tiene forma de T.
2. Tiene un nombre.
3. Se le asigna un número, según el catálogo de cuentas del negocio.
4. Tiene 2 columnas.
5. Tiene un saldo el cual puede ser deudor o acreedor.

## Saldo
Estos asientos contables son los que aparecen en los balances de las compañías, y más prosaicamente en los extractos de las cuenta bancaria / cuentas bancarias de cada usuario de banca: salidas en el debe (que son gastos) y entradas en el haber (que son ingresos).